# Wspólnota administracyjna Trossingen
Wspólnota administracyjna Trossingen – wspólnota administracyjna (niem. Vereinbarte Verwaltungsgemeinschaft) w Niemczech, w kraju związkowym Badenia-Wirtembergia, w rejencji Fryburg, w regionie Schwarzwald-Baar-Heuberg, w powiecie Tuttlingen. Siedziba wspólnoty znajduje się w mieście Trossingen.
Wspólnota administracyjna zrzesza jedno miasto i trzy gminy:
- Durchhausen, 922 mieszkańców, 8,99 km²
- Gunningen, 710 mieszkańców, 5,44km²
- Talheim, 1 206 mieszkańców, 13,10 km²
- Trossingen, miasto, 15 310 mieszkańców, 24,20 km²